# Steven Coppola
Steven Coppola Jr. (født 22. maj 1984 i Buffalo, New York, USA) er en amerikansk tidligere roer.
Coppola deltog ved OL 2008 i Beijing, hvor han var en del af USA's båd, der vandt en bronzemedalje i otter. Beau Hoopman, Matt Schnobrich, Wyatt Allen, Micah Boyd, Daniel Walsh, Josh Inman, Brian Volpenhein og styrmand Marcus McElhenney udgjorde resten af amerikanernes besætning. Amerikanerne sikrede sig bronzemedaljen efter en tæt finale, hvor de blev besejret med 1,45 sekunder af guldvinderne fra Canada, og med 0,22 sekunder af sølvvinderne fra Storbritannien.

## OL-medaljer
- 2008:  Bronze i otter